# 钱不够用3：全部够用
《钱不够用3》（英語：Money No Enough 3）是一部新加坡电影，由梁智強自編自導自演，由梁智强工作室 HiJack Putures、Clover Films、J Team Productions和MM2娱乐共同制作。

## 剧情简介
阿辉、阿强与阿煌，三名甘榜年代的好兄弟，在多年后各自有了自己的生活与家庭。胸无大志的阿辉及强势的妻子辉嫂，希望刚退役的儿子Roy能继承自家的潮州粥店祖业，然而却因为Roy鄙视把自己养大的传统饮食行业，而遭到无情的拒绝，令阿辉两夫妻萌生了卖店套现退休享清福的想法。曾经是个大老板的阿强因疫情生意失败，沦为私召车司机而感到愤愤不平，不断在妻子强嫂面前发着牢骚，俨然一个典型身陷中年危机的失意男人。对于自己独生子Ian，阿强两夫妻更是对他的不脚踏实地，一直梦想着一步登天而懊恼，恨铁不成钢。单亲父亲阿煌，是个典型的好好先生，身边朋友只要开口求助，虽然自己收入不高，但都会义不容辞的伸出援手，也认为自己有难，朋友有义务帮他。与阿煌相依为命的女儿Kim，工作上虽不如意，和父亲阿煌的生活也捉襟见肘，但是两父女间倒也相处得其乐融融。在这个瞬息万变的数码网络年代，原本关系融洽的三家人，却因为现代人对金钱观与价值观的改变，而令众人间的关系逐渐变质，渐行渐远。金钱… 真的是魔鬼吗？

## 演员
| 演員   | 角色  | 備註 |
| 梁智强 | 阿强  | 阿煌和阿辉的好兄弟，看不起阿煌，曾以其作为例子告诫儿子，不应该好高骛远，以致于人到中年依旧一事无成 |
| 李国煌 | 阿煌  | 阿强和阿辉的好兄弟，时常向阿强和阿辉借钱，间接导致阿辉家里因钱失和，更惦记阿辉儿子婚礼的礼金，遭拒绝后，随即表达不满和哀怨，颇有道德绑架之嫌 黑化后招揽阿强和阿辉的儿子为其工作，貌似想要借此证明比起好兄弟，自己能给予晚辈更好的工作，然而日常工作中却不予以好脸色，对员工呼来唤去 奸商，滥用慈善的名义行销即将过期营养品和筹款，但是款项却汇入私人户头，并且不能解释资金的用途 企图欺骗阿辉以三百万卖出价值五百万的店 |
| 程旭辉 | 阿辉  | 阿煌和阿强的好兄弟 傻里傻气，浑浑噩噩，差点被阿煌以三百万买走价值五百万的店 |
| 向云   | 辉嫂  | 阿辉的妻子 因吃了阿煌卖的不合法的产品导致肝衰竭 最后阿煌捐了一部分肝给她 |
| 林昀憓 | Kim   | 阿煌的女儿，不齿父亲的所作所为，被阿煌掌掴，再被雷电击中，应了阿煌常说的：我如果说谎，我全家被雷劈死 |
| 杨惟杰 | Roy   | 阿辉的儿子，自认为有学历，看不起父母辛苦经营的潮州粥店 被阿煌招揽，短时间内赚入大笔财富，得以搬入公寓 虽然不齿阿煌所为，却选择默不作声，最终妻子买了阿煌公司的劣质营养品送给母亲食用，导致肝脏衰竭，至此彻底爆发，在阿煌公司仓库内倾倒大量营养品 |
| 翁慧耘 | 小美  | 阿辉的儿媳，与阿辉的儿子未婚怀孕，随后结婚 买了阿煌公司的营养品给婆婆吃，不料却是劣质食品而导致婆婆肝脏衰竭 |
| 冯凯憶 | Grace | 阿辉的女儿 虔诚的基督徒 为人死板，但又勇敢坚持自己的信仰，不断宣扬神的好处，引来其母不满。祭拜祖先时也坚决不拿香枝，引来亲戚不满。 |
| 莫小玲 | '     | 阿辉的亲戚，对Grace信仰与华人传统信仰的冲突感到不满 |
| 汤妙玲 | '     | |

## 外部連結
- 互联网电影数据库（IMDb）上《钱不够用3：全部够用》的资料（英文）